# Залуче
Залуче (пол. Załucze) — село в Польщі, у гміні Неджвиця-Дужа Люблінського повіту Люблінського воєводства.
Населення — 284 особи (2011).

## Демографія
Демографічна структура станом на 31 березня 2011 року:
|          | Загалом | Допрацездатний вік | Працездатний вік | Постпрацездатний вік |
| -------- | ------- | ------------------ | ---------------- | -------------------- |
| Чоловіки | 143     | 32                 | 98               | 13                   |
| Жінки    | 141     | 35                 | 78               | 28                   |
| Разом    | 284     | 67                 | 176              | 41                   |